# Josef Baliko
Josef Baliko (* 21. Jänner 1876 in Jabing; † 14. April 1930 ebenda) war ein österreichischer Holzarbeiter und Politiker (SDAP). Er gehörte zwischen 1922 und 1923 dem Burgenländischen Landtag an.

## Leben
Josef Baliko wurde als Sohn eines freien Landmanns (nobilis) aus Jabing geboren. Er besuchte die Volksschule und war danach als Maschinenarbeiter tätig. In der Folge war Baliko als Holzarbeiter in Neumarkt im Tauchental beschäftigt. 
Josef Baliko war verheiratet.

## Politik
Baliko begründete 1919 den „Sozialdemokratischen Verein der Burgenländer in Wien“ mit und stieg 1921 zu dessen ersten Obmann auf. Er war Mitglied des Landesparteivorstandes der Sozialdemokratischen Arbeiterpartei im Burgenland. Er lebte zwischen 1923 und 1924 in Großpetersdorf, wo er ein Gasthaus führte und das Amt des Bürgermeisters innehatte.
Zudem gehörte er vom 15. Juli 1922 bis zum 13. November 1923 dem Burgenländischen Landtag an. Nach 1924 übersiedelte Baliko nach Wien. 